# Casa Grande, Hidalgo
Casa Grande är en ort i Mexiko.   Den ligger i kommunen San Salvador och delstaten Hidalgo, i den sydöstra delen av landet, 100 km norr om huvudstaden Mexico City. Casa Grande ligger 1 976 meter över havet och antalet invånare är 309.
Terrängen runt Casa Grande är platt österut, men västerut är den kuperad. Runt Casa Grande är det ganska tätbefolkat, med 120 invånare per kvadratkilometer. Närmaste större samhälle är San Salvador, 1,8 km öster om Casa Grande. Omgivningarna runt Casa Grande är en mosaik av jordbruksmark och naturlig växtlighet.